# Machino Shūto
Machino Shūto (町野修斗 (Đinh Dã Tu Đẩu)) sinh ngày 30 tháng 9, 1999 tại thành phố Iga, tỉnh Mie là một cầu thủ bóng đá chuyên nghiệp đang chơi vị trí tiền đạo cho câu lạc bộ Holstein Kiel và đội tuyển bóng đá quốc gia Nhật Bản. Machino là cầu thủ đầu tiên trong lịch sử J.League ghi từ 4 bàn trở lên trong hiệp đấu đầu tiên của một trận đấu vào ngày 1 tháng 4, 2023.

## Sự nghiệp

### Tiền chuyên nghiệp
Chịu ảnh hưởng từ anh trai, Machino bắt đầu chơi bóng đá từ năm 3 tuổi và chơi cho CLB Avenidasol tại thành phố Iga trong khi học trung học. Lên cao học, anh theo học trường Riseisha - một ngôi trường danh tiếng tại Osaka. Ngay từ năm nhất, anh đã trở thành cầu thủ xuất phát thường xuyên cho trường, sau đó nhận được sự quan tâm từ Yokohama F. Marinos trong năm 2 khi thi đấu tốt tại Giải vô địch bóng đá cao học toàn Nhật Bản. Từ năm 3, Machino chính thức tham gia tập luyện cùng Yokohama, nhận được nhiều đánh giá tích cực, và chính thức trở thành cầu thủ chuyên nghiệp thuộc biên chế Yokohama.

### Cấp câu lạc bộ

#### Giravanz Kitakyushu
Năm 2019, Machino được cho Giravanz Kitakyushu mượn. Anh có trận ra mắt trong vòng đấu đầu tiên của J3 League năm đó, tuy nhiên anh không có bàn thắng nào trong 5 trận anh thi đấu hết sau đó, bị đẩy lên băng ghế dự bị trong vòng 7, và bị loại khỏi danh sách đăng ký trong vòng 8. Trong 2 vòng sau đó, anh đều ra sân từ băng ghế dự bị, và ghi những bàn thắng chuyên nghiệp đầu tiên của mình trong các vòng 11-12. Tuy Machino tiếp tục bị loại khỏi danh sách thi đấu trong các tháng 7-8, sau khi J3 League tái khởi tranh, anh thường xuyên xuất phát kể từ vòng 21, và có 6 bàn thắng từ vòng 28 trở đi. Kết thúc mùa giải, Machino trở thành vua phá lưới của Giravanz Kitakyushu.
Ngày 6 tháng 1, 2020, Machino chính thức chuyển đến Kitakyushu. Trong mùa giải đó, sau khi mùa giải bị gián đoạn do đại dịch COVID-19, tuy bị đẩy lên băng ghế dự bị trong 5 vòng liên tiếp, Machino sau đó đã ra sân trong 29 trận liên tiếp từ vòng 7, và ghi 7 bàn cùng 7 kiến tạo chỉ trong hiệp 1 trên tất cả các trận đấu.

#### Shonan Bellmare
Ngày 26 tháng 12, 2020, CLB Shonan Bellmare chính thức công bố vụ chuyển nhượng của Machino tới CLB này.
Ngày 25 tháng 5, 2022, trong trận đấu trước Kawasaki Frontale tại vòng 15 J1 League, anh trở thành cầu thủ đầu tiên kể từ Lopes Wagner năm 1998 ghi bàn trong 2 trận liên tiếp cho Shonan. Trận đấu với FC Tokyo ngày 8 tháng 10 cùng năm đánh dấu mùa giải đầu tiên của Machino với 10 bàn thắng trở lên, và anh xếp thứ 2 danh sách vua phá lưới, cũng như là cầu thủ Nhật xếp hạng cao nhất với 13 bàn thắng tổng cộng.
Ngày 1 tháng 4, 2023, trước Gamba Osaka, chỉ trong hiệp đấu đầu tiên, Machino ghi đến 4 bàn thắng và đóng góp phần lớn cho chiến thắng chung cuộc 4-1 của Shonan. Tuy bỏ lỡ cơ hội lập double hat-trick với 6 bàn thắng, Machino vẫn là cầu thủ đầu tiên ghi tới 4 bàn trong hiệp 1.

#### Holstein Kiel
Ngày 29 tháng 6, 2023, Machino chuyển tới CLB Đức Holstein Kiel và ghi bàn thắng đầu tiên cho CLB vào ngày 5 tháng 8 trước SpVgg Greuther Fürth. Trong mùa giải 2024-25, Machino ghi những bàn thắng đầu tiên tại DFB-Pokal và Bundesliga lần lượt trước Alemannia Aachen và TSG 1899 Hoffenheim.

### Đội tuyển quốc gia
Ngày 13 tháng 7, 2022, Machino cùng đội tuyển Nhật Bản tham dự giải vô địch EAFF E-1 2022 và trở thành vua phá lưới của giải đấu với 2 bàn vào lưới Hồng Kông ngày 19 tháng 7 và 1 bàn trước Hàn Quốc ngày 27 tháng 7, đóng góp lớn vào chức vô địch đầu tiên sau 9 năm của tuyển Nhật Bản tại giải đấu này. Tuy ban đầu không được lựa chọn để tham gia World Cup 2022, với việc Nakayama Yuta (thuộc biên chế Huddersfield Town A.F.C.) dính chấn thương, Machino được cử đi thay thế Nakayama vào ngày 8 tháng 11. Tuy vậy, trong 4 trận đấu của Nhật Bản tại giải đấu này, Machino và Shibasaki Gaku là 2 cầu thủ duy nhất không ra sân lần nào.

## Lối chơi
Sở trường của Machino là ném biên dài. Trong mùa giải 2023-24, số lần ném biên của anh đứng đầu 2. Bundesliga.

## Thống kê sự nghiệp
| Mùa giải | Câu lạc bộ  | Số áo    | Giải đấu      | Giải đấu   | Giải đấu   | Cúp Quốc gia  | Cúp Quốc gia  | Cúp Liên đoàn   | Cúp Liên đoàn   | Tổng mùa giải | Tổng mùa giải |
| Mùa giải | Câu lạc bộ  | Số áo    | Hạng đấu      | Trận       | Bàn        | Trận          | Bàn           | Trận            | Bàn             | Trận          | Bàn           |
| Nhật Bản | Nhật Bản    | Nhật Bản | J. League     | J. League  | J. League  | J. League Cup | J. League Cup | Cup Thiên Hoàng | Cup Thiên Hoàng | Tổng mùa giải | Tổng mùa giải |
| -------- | ----------- | -------- | ------------- | ---------- | ---------- | ------------- | ------------- | --------------- | --------------- | ------------- | ------------- |
| 2018     | Yokohama FM | 39       | J1            | 0          | 0          | 0             | 0             | 0               | 0               | 0             | 0             |
| 2019     | Kitakyushu  | 18       | J3            | 30         | 8          | -             | -             | 1               | 2               | 31            | 10            |
| 2020     | Kitakyushu  | 18       | J2            | 32         | 7          | -             | -             | -               | -               | 32            | 7             |
| 2021     | Shonan      | 33       | J1            | 31         | 4          | 3             | 0             | 1               | 0               | 35            | 4             |
| 2022     | Shonan      | 18       | J1            | 30         | 13         | 8             | 2             | 1               | 0               | 39            | 15            |
| 2023     | Shonan      | 18       | J1            | 19         | 9          | 3             | 0             | 0               | 0               | 22            | 9             |
| Đức      | Đức         | Đức      | Bundesliga    | Bundesliga | Bundesliga | Cúp Quốc gia  | Cúp Quốc gia  | DFB-Pokal       | DFB-Pokal       | Tổng mùa giải | Tổng mùa giải |
| 2023-24  | Kiel        | 13       | 2. Bundesliga | 31         | 5          | -             | -             | 2               | 0               | 33            | 5             |
| 2024-25  | Kiel        | 18       | Bundesliga    |            |            | -             | -             | 2               | 1               |               |               |

## Danh hiệu

### Cấp câu lạc bộ

#### Giravanz Kitakyushu
- J3 League: 1 danh hiệu (2019)
- Giải vô địch tỉnh Fukuoka: 1 chức vô địch (2019)

### Cấp quốc gia

#### Đội tuyển Nhật Bản
- Giải vô địch EAFF E-1: 1 lần (2022)

### Cá nhân
- Vua phá lưới EAFF E-1 (2022)
- Cầu thủ ưu tú J.League (2022)
- Giải thưởng JPFA - Đội hình xuất sắc nhất: 1 lần (2022)